# Edmund Diehl
Edmund Diehl (* 8. Juli 1857 in Gau-Odernheim; † 22. August 1923 ebenda) war ein deutscher Politiker (NLP) und Abgeordneter der 2. Kammer der Landstände des Großherzogtums Hessen.

## Familie

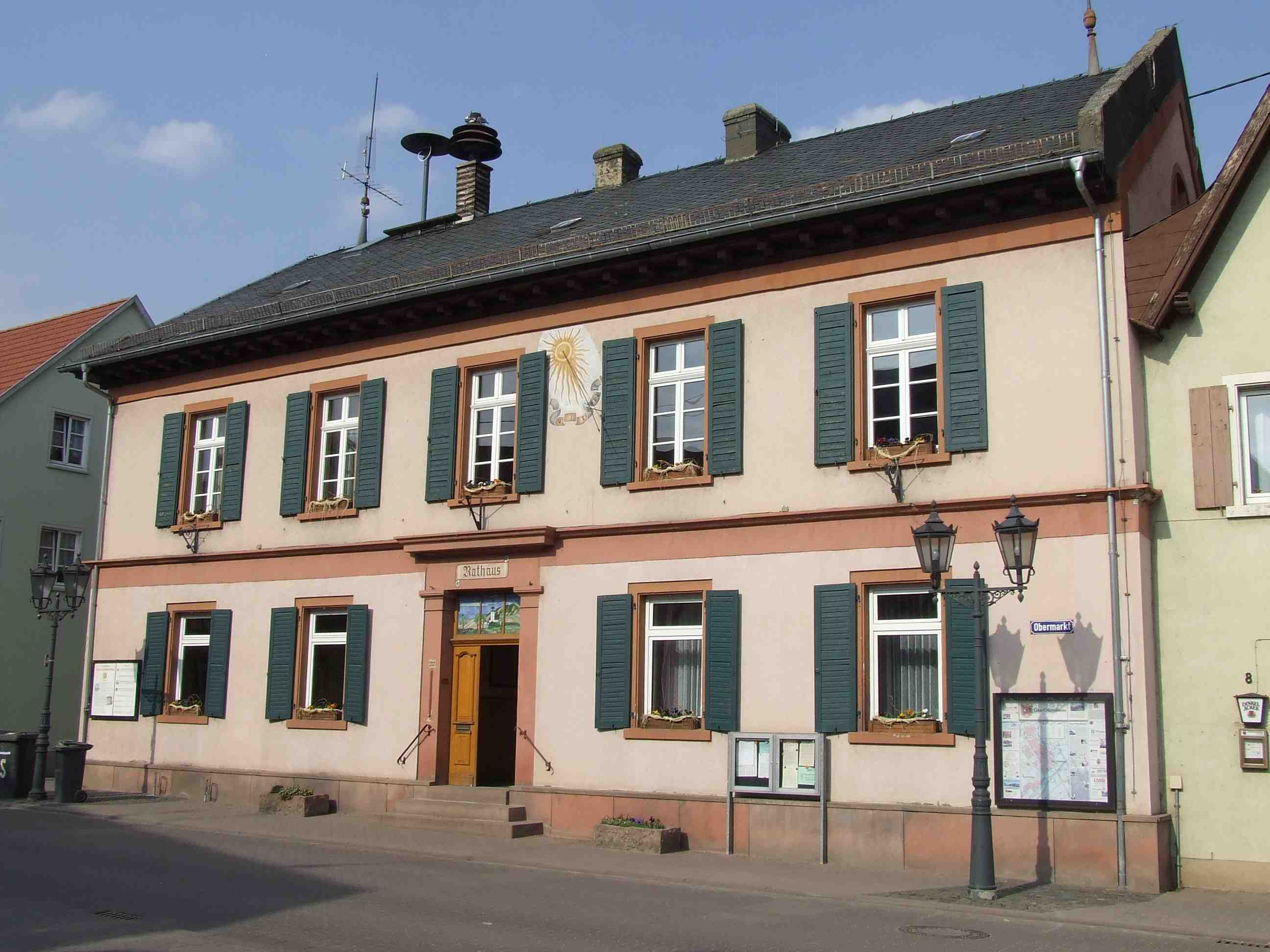
Rathaus von Gau-Odernheim.

Edmund Diehl war der Sohn von Peter Jacob Diehl und dessen Frau Barbara geborene Weber. Er war mit Katharina geborene Keller verheiratet und katholischer Konfession. Sein Sohn Edmund Philipp Diehl (1894–1955) wurde später Landtagsabgeordneter im Landtag des Volksstaates Hessen.

## Ausbildung und Beruf
Edmund Diehl war Landwirt in Gau-Odernheim. Er war Mitglied des Bezirksausschusses des landwirtschaftlichen Vereins. 1890 war er Mitbegründer und Direktor der Spar- und Darlehenskasse.

## Politik
Ab 1898 war er Bürgermeister in Gau-Odernheim. Bereits vorher war er dort Beigeordneter gewesen. Er gehörte dem Kreistag, dem Kreisausschuss und der Kreisschulkommission Alzey an.
In der 31. bis 35. Wahlperiode (1899–1914) war er Abgeordneter der zweiten Kammer der Landstände des Großherzogtums Hessen. In den Landständen vertrat er den Wahlbezirk Rheinhessen 2/Alzey. Nach seinem Ausscheiden rückte Eugen Calman für ihn in den Landtag nach.